# Represión (psicoanálisis)
La represión es un concepto central del psicoanálisis que designa el mecanismo o proceso psíquico del cual se sirve un sujeto para rechazar representaciones, ideas, pensamientos, recuerdos o deseos y mantenerlos en el inconsciente. De acuerdo con la teoría de Sigmund Freud, los contenidos rechazados, lejos de ser destruidos u olvidados definitivamente por la represión, al hallarse ligados a la pulsión mantienen su efectividad psíquica desde el inconsciente. Lo reprimido constituye para Freud el componente central del inconsciente. Como decía Freud: "Lo reprimido se sintomatiza".
El concepto de represión no fue definido originalmente por Freud (en el siglo XIX ya había sido utilizado por Johann Friedrich Herbart así como también por Theodor Meynert). No obstante, es Freud quien logra describirlo como mecanismo esencial de la escisión originaria entre los sistemas consciente e inconsciente en el aparato psíquico. El concepto ha sido adoptado por distintas escuelas y orientaciones del psicoanálisis con diversos matices, así como también por otras teorías psicológicas, las que utilizan el término con una definición a veces muy diversa.
Para Freud la represión opera porque la satisfacción directa de la moción pulsional, que en realidad está destinada a causar placer, podría causar displacer por entrar en disonancia con las exigencias provenientes de otras estructuras psíquicas o que llegan directamente desde el medio exterior.
En un sentido estricto, se trata del mecanismo típico de la neurosis histérica, pero en sentido lato es un proceso que ocurre en todos los seres humanos dado que constituye originariamente el proceso clave y fundacional del inconsciente.

## Desarrollo del concepto en la obra de Freud
Aunque el concepto de represión ("Verdrängung") es introducido por Freud desde los inicios de la teoría psicoanalítica (ya en 1895 aparece en sus aportes a Estudios sobre la histeria, la obra que escribiera en conjunto con Josef Breuer) los significados y connotaciones varían en los diversos momentos de su desarrollo teórico. Freud llamó Fuente del Nilo a su descubrimiento de que el origen de los trastornos psíquicos se hallaban en la vida sexual de los pacientes, algo que él consideró su mayor descubrimiento puesto que le permitió conceptualizar el Inconsciente. Con frecuencia Freud se refiere a la represión también para designar en general los procesos defensivos psíquicos. En este sentido más amplio, represión es un concepto genérico e indistiguible del de "defensa". Solo a partir de 1926, cuando Freud anuncia que preferirá en lo sucesivo distinguir claramente entre "defensa" y "represión", se establece el uso del primer término para designar a los diversos mecanismos de los que se sirve el yo para administrar y manejar sus conflictos (por ejemplo entre proveer el máximo de satisfacción pulsional posible, pero evitando el displacer que podrían conllevar) y el uso más restringido del segundo término para el mecanismo específico de la neurosis histérica.
En la primera tópica freudiana (que divide la psique en consciente, preconsciente e inconsciente) la represión es una operación que realiza la censura situada en la frontera entre los sistemas consciente y preconsciente, mientras que en la segunda tópica, en la que Freud ya ha presentado un modelo estructural de la psique (Ello, Yo y Superyó) y ha definido un Yo que es solo parcialmente consciente, la represión es definida como un proceso defensivo del yo inconsciente. Freud planteará entonces que lo reprimido como parte del Yo se fusiona con el Ello.

## Mecanismo de acción de la represión
La represión en la teoría freudiana no recae sobre la pulsión misma porque en la hipótesis freudiana esta última tiene una base orgánica y escapa a las categorías inconsciente y consciente. Tampoco pueden reprimirse los afectos en sentido estricto (aunque los afectos al menos, al revés que las pulsiones, sí pueden experimentar otras transformaciones). La represión opera entonces sobre los “representantes” de la pulsión.
La energía libidinal en el proceso de represión se conserva y queda fijada a la representación ahora reprimida. Es esa energía la que funciona atrayendo nuevas representaciones en contrapunto con la tendencia del yo a expulsar y reprimir contenidos de naturaleza penosa, agresiva o dolorosa que con frecuencia van acompañados de afectos angustiosos no compatibles con el yo.
En el texto “La represión” (1915) Freud distingue tres tiempos o momentos de la represión:
- La represión originaria (Urverdrängung), la que al expulsar de la conciencia las primeras representaciones intolerables asociadas a la pulsión marca una escisión de la vida anímica delimitando las áreas consciente e inconsciente y posibilita la represión posterior. El postulado hipotético de Freud es que toda representación, para poder ser reprimida, requiere de ser atraída por estas representaciones originariamente reprimidas.
- La represión propiamente dicha o represión “secundaria” que desplaza hacia el inconsciente y mantiene allí las representaciones intolerables para la consciencia, magnetizadas por el polo de atracción del núcleo del inconsciente constituido por la represión originaria.
- El retorno de lo reprimido (Wiederkehr des Verdrängten), donde lo reprimido expresa su efectividad psíquica, puesto que mantiene una tendencia a acceder de algún modo a la consciencia, a obtener algún tipo de satisfacción a través de las formaciones del inconsciente, como los sueños, los actos fallidos, los síntomas neuróticos.